# 펠릭스 곤살레스토레스
펠릭스 곤살레스토레스(Félix González-Torres, 1957년 11월 26일 ~ 1996년 1월 9일)는 쿠바 태생의 미국 시각 예술가이다. 곤살레스토레스의 공개적인 동성애 성적 지향은 예술가로서의 그의 작품에 영향을 미쳤다. 곤살레스토레스는 백열전구 끈, 시계, 종이 더미, 포장된 딱딱한 사탕과 같은 재료를 사용한 미니멀한 설치와 조각으로 유명하다. 1987년, 그는 문화 활동주의와 지역 사회 교육을 원칙으로 고수하는 협업 목적의 뉴욕 기반 예술가 단체 그룹 머티리얼에 합류하였다. 곤살레스토레스의 1992년 작품 '무제'(마르셀 브리앙의 초상)["Untitled" (Portrait of Marcel Brient)]는 2010년 필립스 드 퓨리 앤 컴퍼니에서 460만 달러에 낙찰되었으며, 이것은 이 예술가의 경매 최고가 기록이다.

## 어린 시절과 경력
곤살레스토레스는 쿠바 과이마로에서 태어났다. 1971년, 그와 여동생 글로리아는 마드리드로 보내져 같은 해 푸에르토리코에서 친척들과 함께 정착할 때까지 고아원에서 지냈다.
곤살레스토레스는 1976년 콜레히오 산 호르헤를 졸업하고 산후안에 위치한 푸에르토리코 대학교에서 미술 공부를 시작하면서 지역 예술계에 적극적으로 참여하였다. 1979년 연구 펠로우십으로 뉴욕으로 이사하였다. 다음 해 그는 휘트니 독립 연구 프로그램에 참여하였고, 여기서 비평 이론을 도입하면서 예술가로서의 발전에 깊은 영향을 받았다. 그는 프랫 인스티튜트 오브 아트에서 사진으로 미술 학사 학위를 받은 해인 1983년에 이 프로그램에 두 번째로 참여하였다.
1986년에 곤살레스토레스는 유럽을 여행하고 베네치아에서 공부하였다. 1987년에 국제 사진 센터와 뉴욕 대학교에서 미술 석사 학위를 받았다. 그 후, 뉴욕 대학교에서 교수 활동을 하였고, 발렌시아에 있는 캘리포니아 인스티튜트 오브 디 아츠에서도 잠시 학생을 가르쳤다. 1992년 곤살레스토레스는 베를린에서 일할 수 있는 DAAD 펠로우십을 받았고 1993년에는 미국 국립 예술 기금에서 펠로우십을 받았다.
곤살레스토레스는 에이즈로 인한 합병증으로 1996년 마이애미에서 사망하였다.

## 작품
곤살레스토레스는 단조롭고 미니멀한 설치와 조각으로 유명하였다. 백열전구 끈, 시계, 종이 더미, 포장된 딱딱한 사탕 등을 재료로 사용하였고, 작품은 때때로 에이즈에 대한 그의 경험을 반영하는 것으로 여겨졌다. 공개적으로 게이임을 밝힌 그는 "동성애자와 이성애자 청중은 같은 청중이며, 쿠바 태생의 미국인인 것은 미국인인 것과 같다고 가정하는 것이 훨씬 더 강력하다고 느꼈다. 그리고 미국인인 것은 그가 매우 자랑스러워하는 것이었다." 1987년에 그는 더그 애시포드, 줄리 올트, 캐런 램스페이처로 구성된 문화 활동주의와 지역 사회 교육을 원칙으로 고수하는 뉴욕 기반의 예술가 협업 단체인 그룹 머티리얼에 합류하였다. 그룹 머티리얼은 버클리 미술관의 매트릭스 갤러리와 퍼시픽 필름 아카이브의 초청으로 에이즈 주제를 다루었다. 그 결과 그룹 머티리얼의 첫 번째 "에이즈 타임라인"이 탄생하였다.
곤살레스토레스의 모든 작품은 거의 예외 없이 따옴표로 "무제"(Untitled)라고 표기되어 있으며, 때로는 괄호 안에 제목이 붙기도 한다(이것은 예술가의 의도적인 제목 설정이었다). 곤살레스토레스의 열아홉 개 사탕 작품 중 여섯 작품만이 괄호 안의 제목과 이상적인 무게를 근거로 초상으로 쉽게 해석할 수 있다. 이 중에서 두 작품이 곤살레스토레스와 그의 연인 로스 레이콕을 함께 표현한 초상이며, 두 작품은 로스의 단독 초상, 한 작품은 펠릭스의 돌아가신 아버지 초상, '무제'(마르셀 브리앙의 초상)["Untitled" (Portrait of Marcel Brient), 1992년]는 예술가의 절친한 친구인 프랑스 수집가 마르셀 브리앙의 초상이다. 로스 레이콕은 '무제'(완벽한 연인)[Untitled (Perfect Lovers), 1991년]과 '무제'(플라시보)["Untitled" (Placebo), 1991년)을 비롯한 곤살레스토레스의 작품 다수에 영감을 준 것으로 여겨진다. 예를 들어 '무제'(완벽한 연인)에서 두 개의 시계는 두 사람의 관계와 함께 보낸 시간을 암시한다. 1991년 레이콕이 사망하자 곤살레스토레스는 연인의 상실을 대처하는 데 도움이 될 수 있는 작품을 만들었다. 이러한 작품에는 '무제'(플라시보)처럼 시간이 지남에 따라 서서히 사라지거나 소멸하는 설치 작품이 종종 포함된다. 이것은 레이콕이 에이즈 관련 질병으로 세상을 떠난 것을 비유적으로 나타낸다.
곤살레스토레스의 작품에 대한 가장 널리 퍼진 해석은 그의 작품이 겪는 과정(전구가 꺼지고 사탕 더미가 흩어지는 등)을 죽음의 과정에 대한 은유로 받아들이는 것이다. 그러나 많은 이들은 이 작품들이 재생의 가능성(전구 교체, 사탕 더미 다시 채우기)으로 삶의 지속 또한 표현한다고 보았다. 다른 해석에는 공적 대 사적, 정체성, 현대 미술 속 참여의 문제 등이 있다. 예를 들어 그의 작품 '무제'(LA에서 로스의 초상)[Untitled (Portrait of Ross in L.A.)]은 동성애자 공동체의 역사를 나타내는 하나의 순간이 아닌 결합된 순간을 보여준다. 이것은 HIV/에이즈 진단을 받은 동성애자 공동체의 해체를 묘사한 것일 수 있다. 한 사람이 사탕을 먹고 버리면, 사탕 더미의 크기가 줄어드는데, 이것은 사회가 이 전염병의 존재를 무시한 방법을 나타내며, 그 후 많은 동성애자의 죽음을 초래하였다.
1989년 7월 17일 타임지에 실린 기사에 영감을 받은 토레스는 '무제'(총격으로 사망)["Untitled"(Death by Gun)]이라는 작품으로 미국과 총의 관계를 탐구하였다. 곤살레스토레스는 이 작품에서 1989년 5월 1일부터 7일까지 미국에서 총격으로 사망한 460명에게 경의를 표한다. 그는 우리에게 미국에서 발생한 총기 폭력의 암울한 현실을 되돌아보게 하고, 짧은 시간에 많은 이들의 목숨을 앗아간 문제에 경각심을 갖게 하는 시각을 제시한다. 그의 작품은 고인들의 사진과 함께 그들 개인과 나이, 거주한 주와 도시와 사망 원인에 대한 간략한 설명이 적힌 석판화 더미로 구성되어 있다. 곤살레스토레스는 마치 미국에 만연한 총기 폭력에 대한 재검토를 요구하는 것처럼 우리의 영혼과 윤리를 돌아보게 만든다.

## 같이 보기
- 관계 미학
- 미니멀리즘
- 설치 미술
- 개념 미술
- 차용 예술
- 발견된 오브제
- 예술 개입
- 근대 미술
- 토니 페헤르